# 살레시오회
살레시오 수도회(이탈리아어:  Salesiani di Don Bosco(SDB))는 19세기 말엽 산업혁명 기간에 청소년들과 가난한 어린이들을 돌보기 위한 사회선교에 뛰어들었던 이탈리아의 성 요한 보스코 신부(돈 보스코)가 설립한 가톨릭교회의 수도회이다. 
살레시오회는 창립자 성 요한 보스코 신부의 가르침에 따라 신앙심과 사랑에 바탕을 둔 건전하고 원만한 인격형성을 이루도록 청소년들, 특히 주로 가난하고 버림받은 청소년들을 교육하며 신앙 여정을 동반하는 것이 목적이다. 
성 요한 보스코는 자애로운 성인으로 유명한 성 프란치스코 살레시오 주교의 사도적 사명감과 고귀한 정신에 감명되어 그의 이름을 따서 수도회 명칭을 살레시오회라고 지었다. 
현재 전 세계 130여개 나라에서 활동하고 있다. 1864년 7월 23일 로마 교황청으로부터 정식 인가를 받았다.

## 개요
- 살레시오회는 15600명의 회원들이 전세계 132개 나라에서 청소년 교육활동을 펼치고 있다.
- 살레시오회는 청소년들의 스승이요, 아버지라고 불리는 요한 보스코 성인(St .John Bosco,1815~1888)에 의해 1859년, 이탈리아의 토리노에서 창립된 교황청립성직수도회이다.
- 창립자 성 요한 보스코의 가르침에 따라 청소년, 특히 가난하고 어려운 처지의 청소년들을 교육한다.
- 살레시오회는 창립자가 남긴 예방교육이라 불리는 교육학으로 청소년들의 신앙여정을 동반하는 가운데 교육자와 아이들이 함께 성인이 되는 것을 목적으로 활동한다.
- 청소년에게 친구요 아버지처럼 다가갔던 요한 보스코 성인은 청소년들과의 거리감을 없애기 위해 '보스코 신부님'이라는 명칭 대신에 '돈 보스코'라고 불리기를 원하여 이 명칭이 널리 알려졌는데, 이는 이탈리아어로 '보스코 신부'라는 뜻이다.
- 살레시오 수도회는 2018년 기준으로, 전세계 132개 국가에서 15,600여명의 살레시오 회원들이 활동하는 가톨릭 교회 내에서 두 번째로 큰 남자수도회가 되었다.
- 살레시오 회원은 ‘돈 보스코의 살레시안’으로 불리며, 예방교육에 따라 이성, 종교, 사랑을 바탕으로 청소년을 정직한 시민과 착한 그리스도인으로 성장시키며, 궁극적으로 그들의 영혼을 구원하고자 활동하는 청소년교육수도회 수도자이다.
- 창립자 요한 보스코 성인처럼 청소년들에게 하느님 사랑의 전달자요 표징으로서 머물기를 원하는 살레시오회 사제와 수사들은 살레시오 가족들을 포함하여 세상 곳곳에서 40만명이 활동하고 있다.
- 대한민국에는 120여명의 살레시오 회원이 활동하고 있으며, '원선오 신부', '이태석 신부' 등의 유명한 인물들이 있다.